# Sztum
Sztum (německy Stuhm) je město v severním Polsku v Pomořském vojvodství, sídlo okresu Sztum a gminy Sztum. Historické jádro města zaujímá šíji mezi dvěma středně velkými jezery, Barlewickim a Zajezierskim, na silnici první třídy číslo 55 mezi Malborkem a Kwidzynem.
V samotném městě žilo v roce 2023 9 175 obyvatel, v celé gmině která spolu s městem zahrnuje 33 obcí, pak přibližně 17 tisíc obyvatel.

## Historie

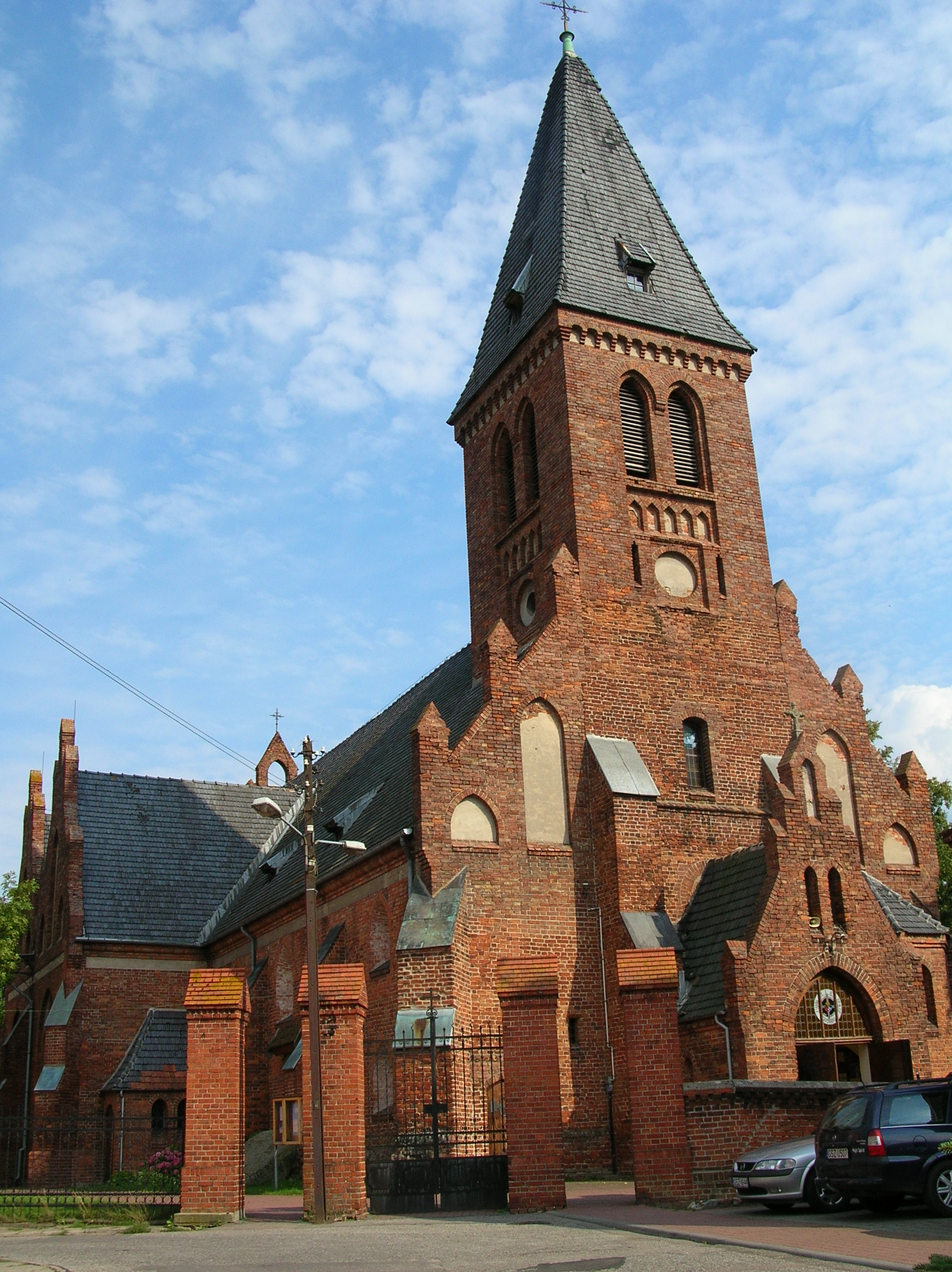
Farní kostel sv. Anny

Sztum leží na území bývalé Země Aliem, která byla součástí pruské Pomezánie. Po porážce baltských Prusů vybudovali křižáci v letech 1326-1335 na místě pruského hradu hrad vlastní. Městská práva obdržel Sztum v roce 1416 od křižáckého velmistra Michaela Küchmeistera von Sternberg. Potvrzena byla roku 1553 polským králem Zikmundem II. Augustem. Město bylo obehnáno hradbami a mělo dvě brány v ose sever-jih, kudy vedla cesta z Malborku do Kwidzynu.
V roce 1466, po konečné porážce křižáků a uzavření druhého Toruňského míru, bylo město včleněno do zemí Koruny polské. Ve zdejším kostele se scházel zemský sejm (parlament) a na radnici probíhaly šlechtické soudy. Obyvatelstvo se zabývalo převážně zemědělstvím a vařením piva.

Během polsko-švédské války 1626–1629 byl Sztum obsazen Švédy. Po prohrané rozhodující bitvě této války, u obce Trzciano (vyslov Tščano) se na zdejším hradě ukryl švédský král Gustav II Adolf. Mezi lety 1629 a 1635 byl Sztum pod správou braniborského kurfiřta Jiřího Viléma. V roce 1632 shořela většina domů a v letech 1655–1660, během tzv. švédské potopy, bylo město znovu okupováno.

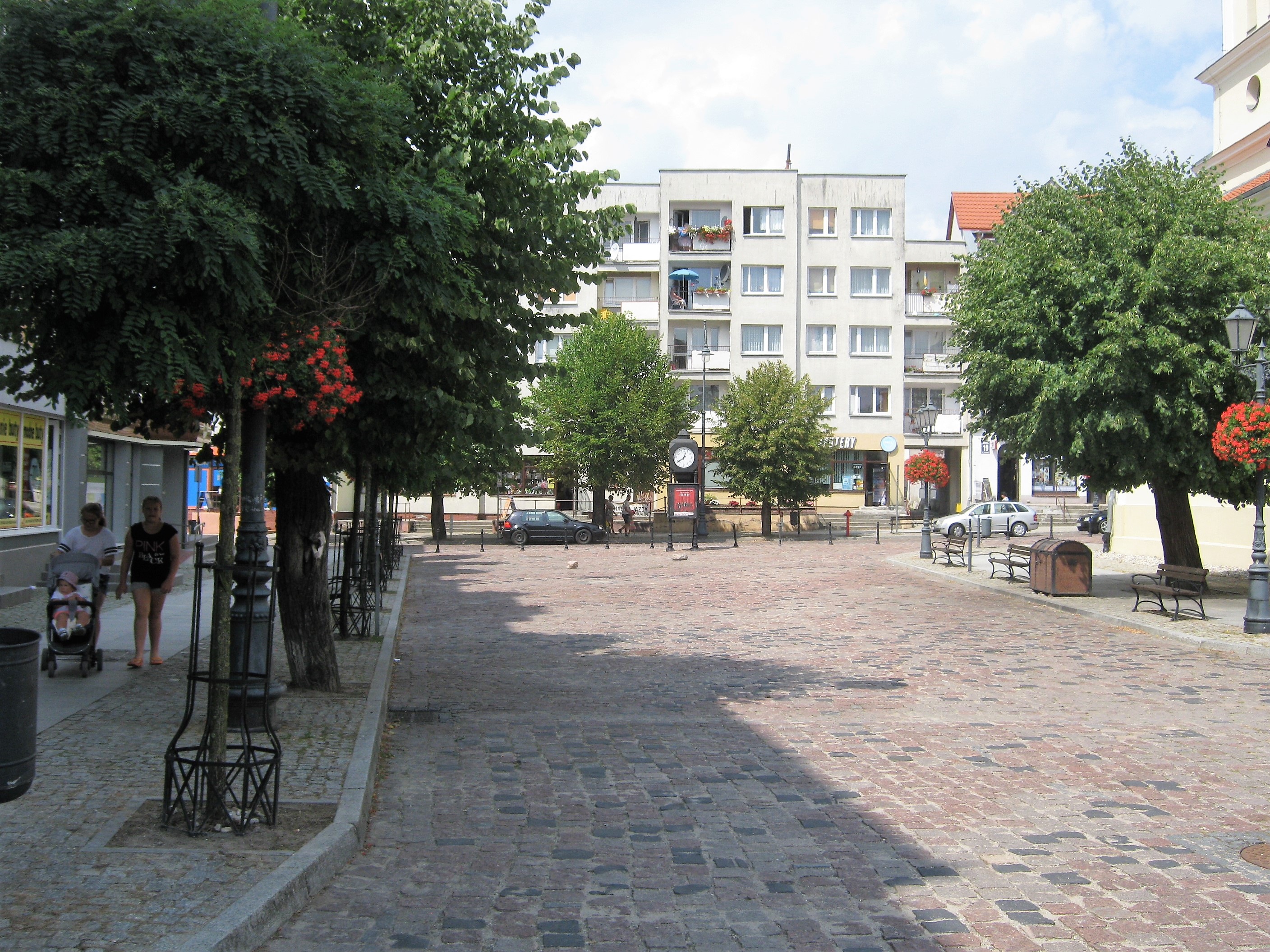
Část náměstí za bývalým kostelem.

Po druhém dělení Polska, v roce 1793, se stal Sztum součástí Pruského království, a od roku 1870 byl součástí Německého císařství. Hospodářský rozvoj nastal na přelomu 19./20. století, po zprovoznění železnice z Malborku do Toruně.
Při plebiscitu v roce 1920 se 60% obyvatel města přihlásilo k německé národnosti, ale okolí bylo většinově polské. Sztum se tak stal neoficiálním centrem polské menšiny v meziválečném německém Povislí. 26.1.1945 dobyla město Rudá armáda a 6.5.1945 bylo připojeno zpět k Polsku.

## Pamětihodnosti

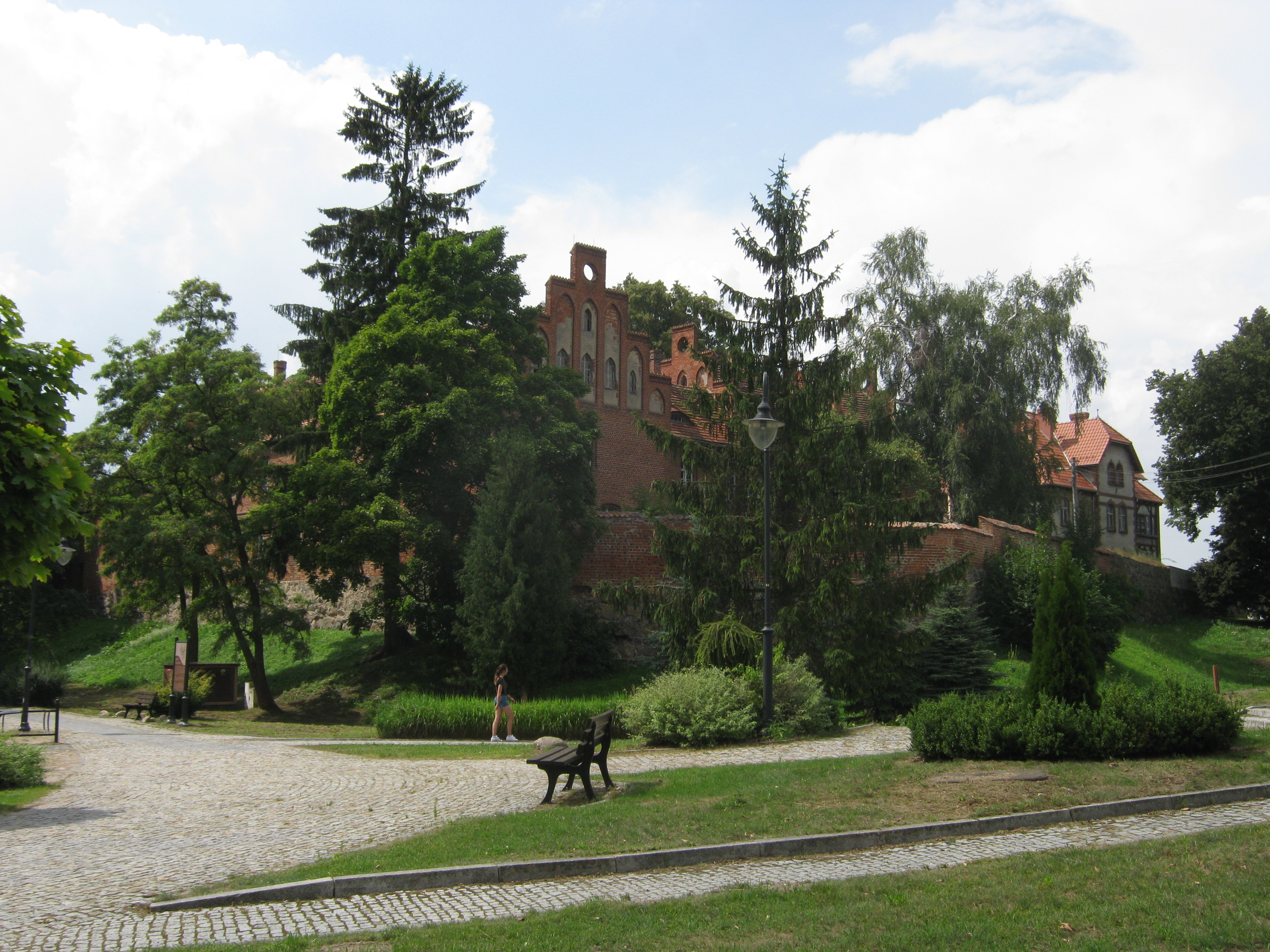
Bývalý křižácký hrad od severovýchodu.

- Částečně zachovaný křižácký hrad s torzem osmiboké věže[3].
- Farní kostel sv. Anny - dominanta starého města; postaven po třináctileté válce s křižáky (1454-1466) současnou podobu získal v letech 1900-1901
- Bývalý evangelický hřbitov ze 17. stol. na svahu k jezeru Barlewickimu
- Původně evangelický, neoklasicistní kostel z let 1816-1818 na náměstí, nyní muzeum
- Restaurovaná část městských hradeb s příkopem
- Vodárenská věž z roku 1911 u křižovatky ulic Kochanowskiego, Nowowiejskiego a Słowackiego

- Hřbitov s hřbitovní kaplí z přelomu XVII/XVIII. stol. v ulici Kochanowskiego
- Věznice z počátku 20. stol.